# Fageol
Fageol Motors, comunemente denominato Fageol, è stato un produttore di autocarri americano con sede a Oakland negli Stati Uniti. 

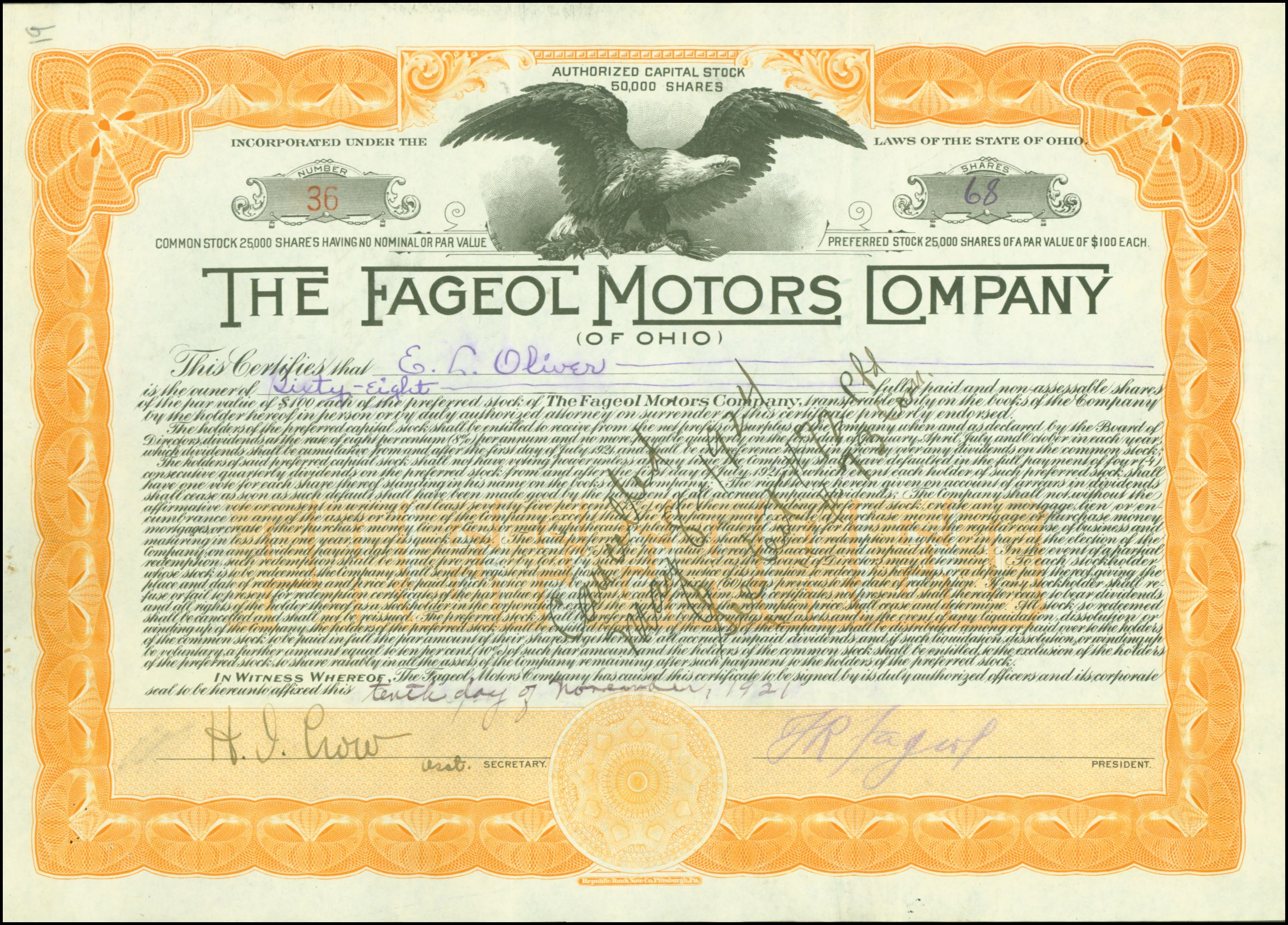
Azione della Fageol Motors Company, emessa il 10 novembre 1921.

## Storia

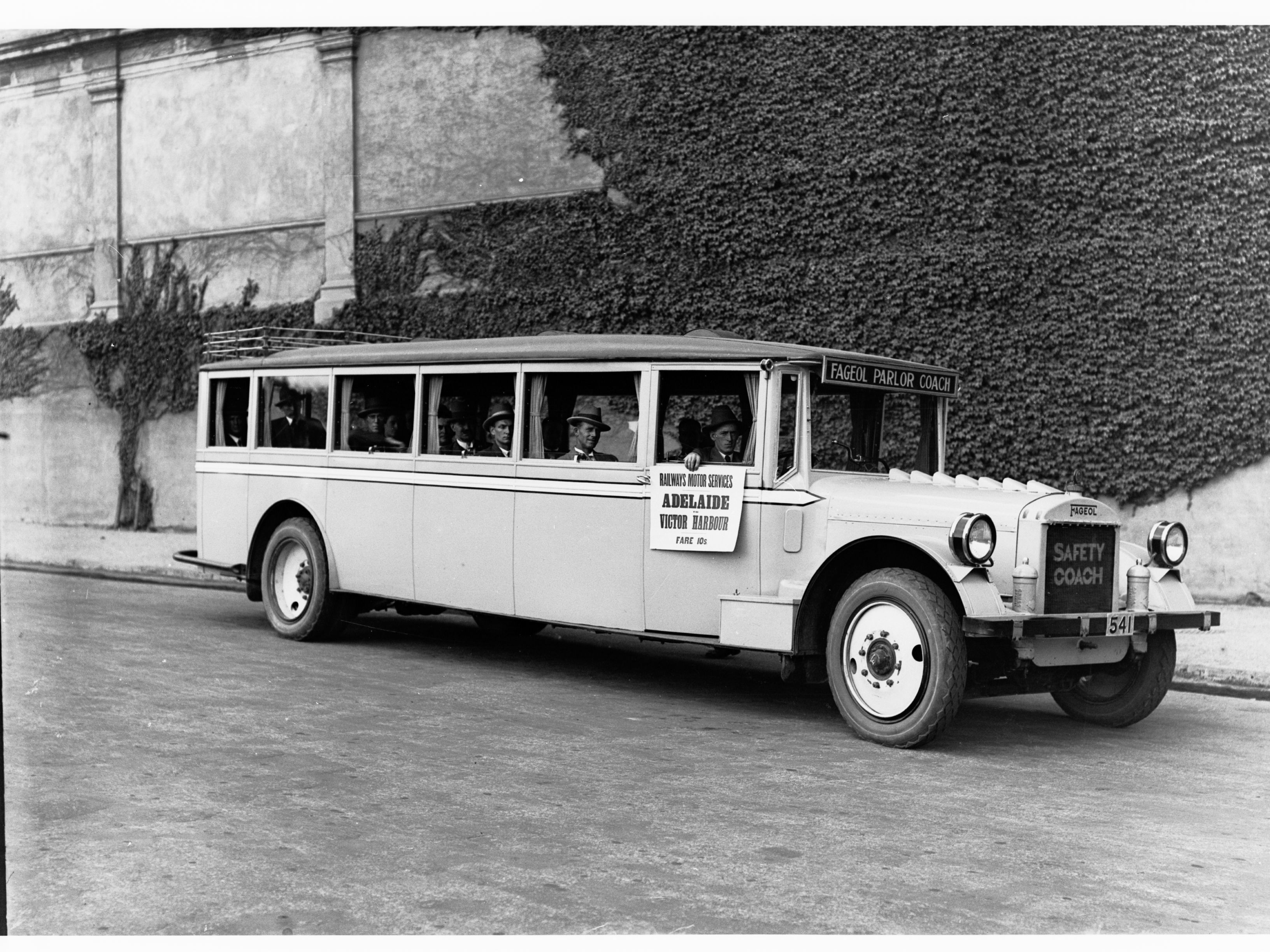
Un Safety Bus di Fagoel

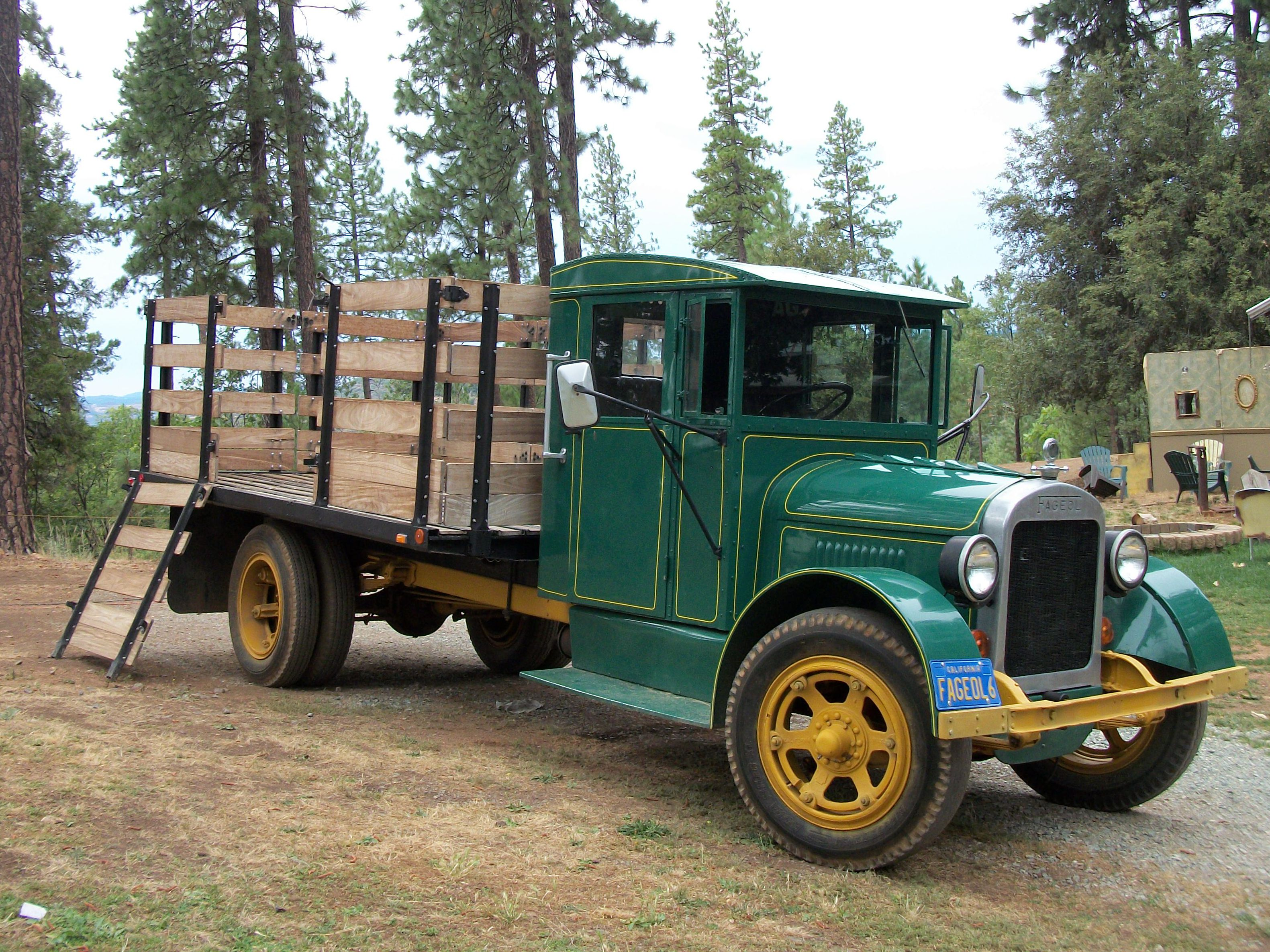
Un camion Fageol con pianale del 1928

L'azienda fu fondata dai fratelli Fageol nel 1916 ad Oakland in California per produrre autocarri, trattori agricoli ed automobil. Fagoel iniziò la produzione di due automobili di lusso ma a seguito dell'inizio della prima guerra mondiale, la fornituta dei motori a sei cilindri Hall-Scott SOHC fu interrotta, poiché venne destinata alla produzione di aerei militari; in conseguenza di ciò, la costruzione dei due modelli fu interrotta. Dopo pochi anni, venne costruito il primo trattore agricolo che era basato sul Hamilton Walking Tractor, progettato e costruito da Rush E. Hamilton. Tuttavia nel 1923, la produzione di trattori agricoli, venne ceduta alla Great Western Motors Company. Nel 1921, Fageol divenne la prima azienda a costruire un autobus da zero che venne inizialmente chiamato "Safety Bus". In quanto fu costruito per resistere al ribaltamento in curva, grazie ad un telaio molto ampio e ad una cabina bassa, per facilitare l'ingresso e l'uscita dei passeggeri. A seguito dell'introduzione del modello sul mercato, esso venne rinominato in "Safety Coaches" per indicare un maggior valore di protezione. Gli autocarri Fageol divennero i favoriti del settore, in parte grazie alla trasmissione a doppia gamma montata al centro, che consentiva rapporti estremi sia per il trasporto pesante a bassa velocità che per le velocità autostradali. Questi veicoli erano facilmente riconoscibili dal gran numero "7" dipinto sulla parte anteriore del radiatore. Nel 1927, i fratelli Fageol lasciarono l'azienda per formare la Twin Coach Company, che produceva autobus nel Kent in Ohio. L'amministrazione fu rilevata da L.H. Bill ma durante la Grande Depressione, la società entrò in amministrazione controllata e la banca assunse il controllo, riorganizzando l'azienda sotto il nome di Fageol Truck and Coach. Nel 1938, Sterling Trucks acquistò le attività produttive dell'azienda, mantenendo la proprietà della rete di distribuzione e cedendo la fabbrica ed i diritti di produzione a Theodore Alfred Peterman, che fondò la Peterbilt Motor Company.

## Prodotti
Fageol ha prodotto trattori, autobus e camion, almeno tre auto di lusso, oltre a motori per veicoli terrestri e navi. L'azienda ha attraversato diverse fasi, nomi e cambi di sedi: Fageol Motors Company dal 1915 al 1932 con sede a Oakland in California; Fageol Motor Sales Company dal 1916 al 1932 con sede a Oakland in California; Fageol Truck and Coach Company dal 1932 al 1938 con sede a Oakland in California; Fageol Motors Company of Ohio dal 1920 al 1922 con sede a Cleveland in Ohio e dal 1922 al 1926 nel Kent in Ohio.

### Trattori
I fratelli hanno venduto il Fageol Walking Tractor che era un rimarchiamento dell'Hamilton Walking Tractor.

### Auto
I fondatori della Fageol Motors, avevano l'ambizione di costruire automobili. Frank R. e William B. Fageol con Louis H. Bill costruirono e commercializzarono quella che sarebbe stata l'auto di lusso più costosa dell'epoca, utilizzando il motore dell'aereo Hall-Scott. Essa venne commercializzata come "Fageol Four Passenger Touring Speedster". L'azienda ha prodotto questi tre modelli:
- Fageol 100
- Fageol Supersonic
- PataRay noto anche come Fageol Special

### Autobus
Fageol ha prodotto autobus fino al 1927, quando i fratelli hanno fondato la Twin Coach Company:
- Safety Bus